# Tiko (Kamerun)
Tiko ist eine Stadt im Westen Kameruns am Golf von Guinea im Département Fako in der Region Sud-Ouest. Sie hat rund 61.000 Einwohner (Zensus 2005).

## Geschichte
Ursprünglich hieß die Ortschaft "Keka" in Mokpwe. Später wurde sie Tiko genannt, was in Mokpwe Austausch bedeutet. Als wichtige Stadt und Hafen in der südwestlichen Region Kameruns entwickelte sie sich als Markt für Douala und für die Kpe sowie Fischer, Bauern und Jäger aus den benachbarten Orten. Auch Igbo-Händler aus dem benachbarten Nigeria leben in der Stadt.

## Wirtschaft
Die Stadt verfügt über einen Seehafen und einen Markt. Kaffee, Kakao, Hartholz, Bananen, Gummi, Aluminium sowie Palmöl werden exportiert. Zu den wichtigsten Industriezweigen der Stadt gehören die Lebensmittelverarbeitung, eine Gummifabrik, eine Eisengießerei und der Eisenbahnbau.

## Bevölkerung
Die Bevölkerungsentwicklung der Stadt:
| Jahr          | Einwohner |
| ------------- | --------- |
| 1976 (Zensus) | 14.810    |
| 1987 (Zensus) | 23.559    |
| 2005 (Zensus) | 60.796    |

## Sport
Der Fußballverein Tiko United stammt aus der Stadt.

## Persönlichkeiten
- Sofoklis Schortsanitis (* 1985), Basketballspieler